# Замок Браганса
Замок Браганса (порт. Castelo de Bragança) — средневековый замок во фрегезии Санта-Мария города Браганса округа Браганса Португалии. Расположен на крайнем северо-востоке страны, у реки Фервенса, и является одним из самых важных и хорошо сохранившихся португальских замков.

## История
Принято считать, что освоение данного региона началось в период неолита со строительства форта на месте нынешнего города Браганса. После римского вторжения на Пиренейский полуостров форт стал использоваться для защиты римской дороги, пересекавшей регион. В эпоху варварских нашествий форт и поселение рядом с ним было названо Бриганция. В период мусульманского господства и последовавшей Реконкисты окрестности были опустошены.

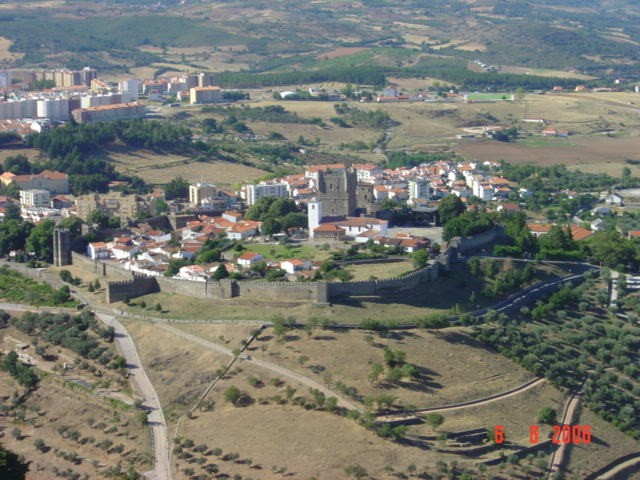
Вид на замок с высоты.

В середине X века регион был заселен вновь и перешёл под контроль графа Гимарайнш Эрменгильду Гонсалвеша и его жены Мумадоны Диаш, а затем — брата Эрменгильду, графа Пайю Гонсалвеша. Впоследствии Гонсалвеш передал Брагансу во владение семье Мендеш, глава которой — Фернанду Мендеш — был братом короля Афонсу Энрикеша (1112—1185). Считается, что в этот период для удобства обороны деревня была перенесена на новое место — на холм Бенкеренса, у реки Фервенса, — а камни построек были использованы вновь для отстройки новых домов и замка.
Имея стратегическое значение для обороны границы с Галисией, Браганса в 1187 году получила фуэрос от короля Саншу I (1185—1211). В это же время деревня была окружена крепостными стенами (март 1188). Конфликты между королём и Альфонсо IX Леонским привели к тому, что в 1199 году весь регион был захвачен леонскими войсками, однако затем возвращены португальцам по итогам переговоров.

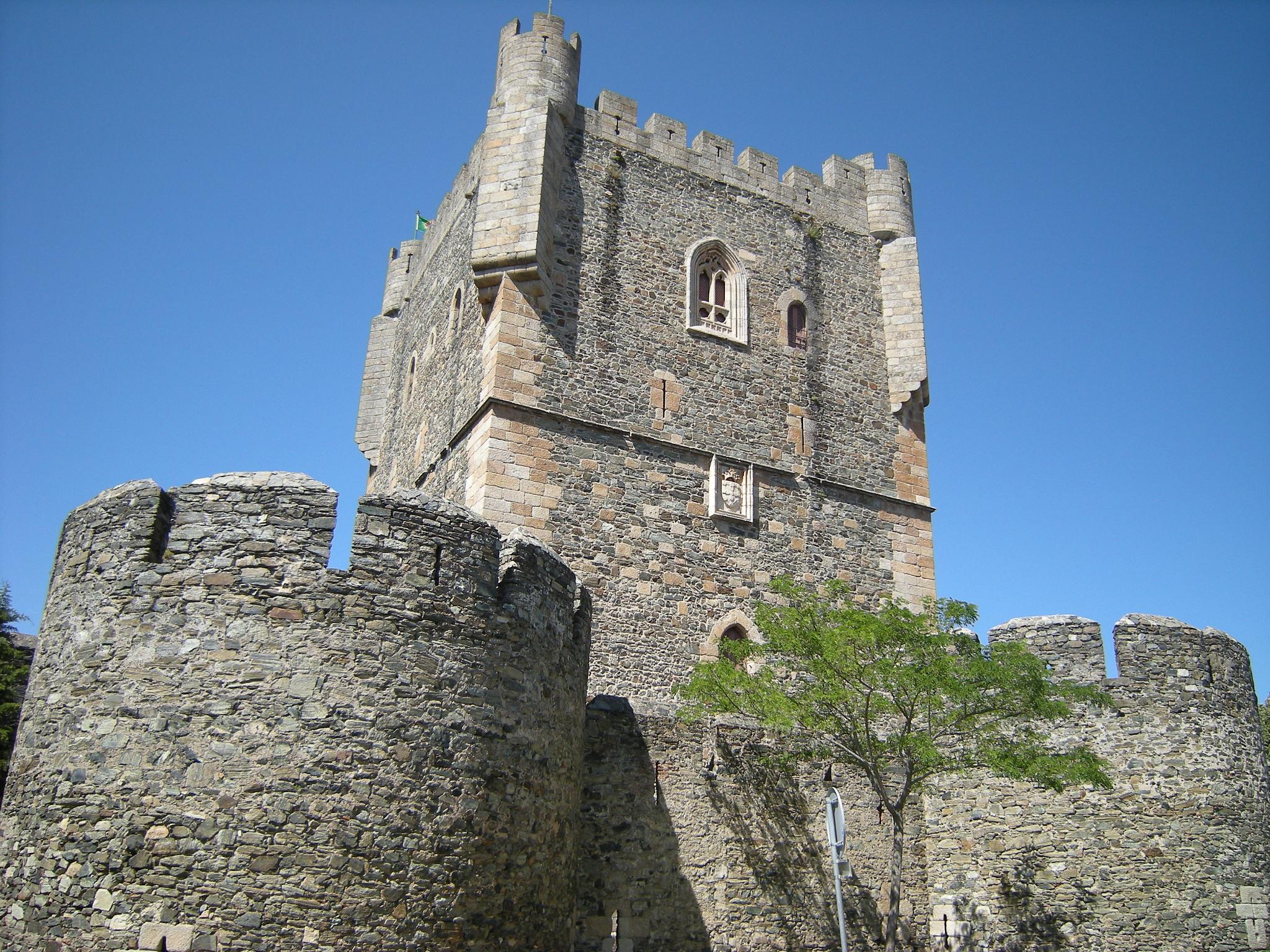
Донжон замка.

Во время правления короля Диниша (1279—1325) Браганса получила вторую линию стен (1293), что свидетельствует о процветании деревни. Король Афонсу IV (1325—1357), вступив на трон, конфисковал земли своего незаконнорождённого брата Афонсу. Защищая свои интересы, Афонсу объявил войну брату и вторгся в Португалию в районе Брагансы, разорив окрестности. Мир был с трудом достигнут усилиями вдовы короля Диниша — королевы Изабеллы.
Позже, во времена правления Фернанду I (1367—1383), замок был усилен. Будучи вовлеченной в спор о преемственности в Кастилии, Браганса была осаждена и захвачена кастильским войском, вернувшись под власть португальцев лишь после подписания договора в Алкотине (1371). Во время кризиса 1383—1385 годов мэр Брагансы Жоау Афонсу Пиментел колебался между поддержкой Португалии (в лице Жуана I) и Кастилии (в лице королевы Беатрис. Под давлением коннетабля Нуну Альвареша Перейры в 1386 году, Пиментел признал власть Жуана I (1385—1433). Однако в 1398 году Пиментел, после того как король оставил безнаказанным убийство его зятя, мэра Эвораы Мартима Афонсу де Мелу, эмигрировал в Кастилию. В 1409 году король Жуан инициировал модернизацию и укрепление замка, обусловленные необходимостью укрепления границы. Брак Афонсу (1-го графа Браганса), внебрачного сына Жуана I, с Беатрис, дочерью Нуну Альвареша Перейры, позволил Брагансе именоваться городом. В это время замок превратился во впечатляющую крепость.

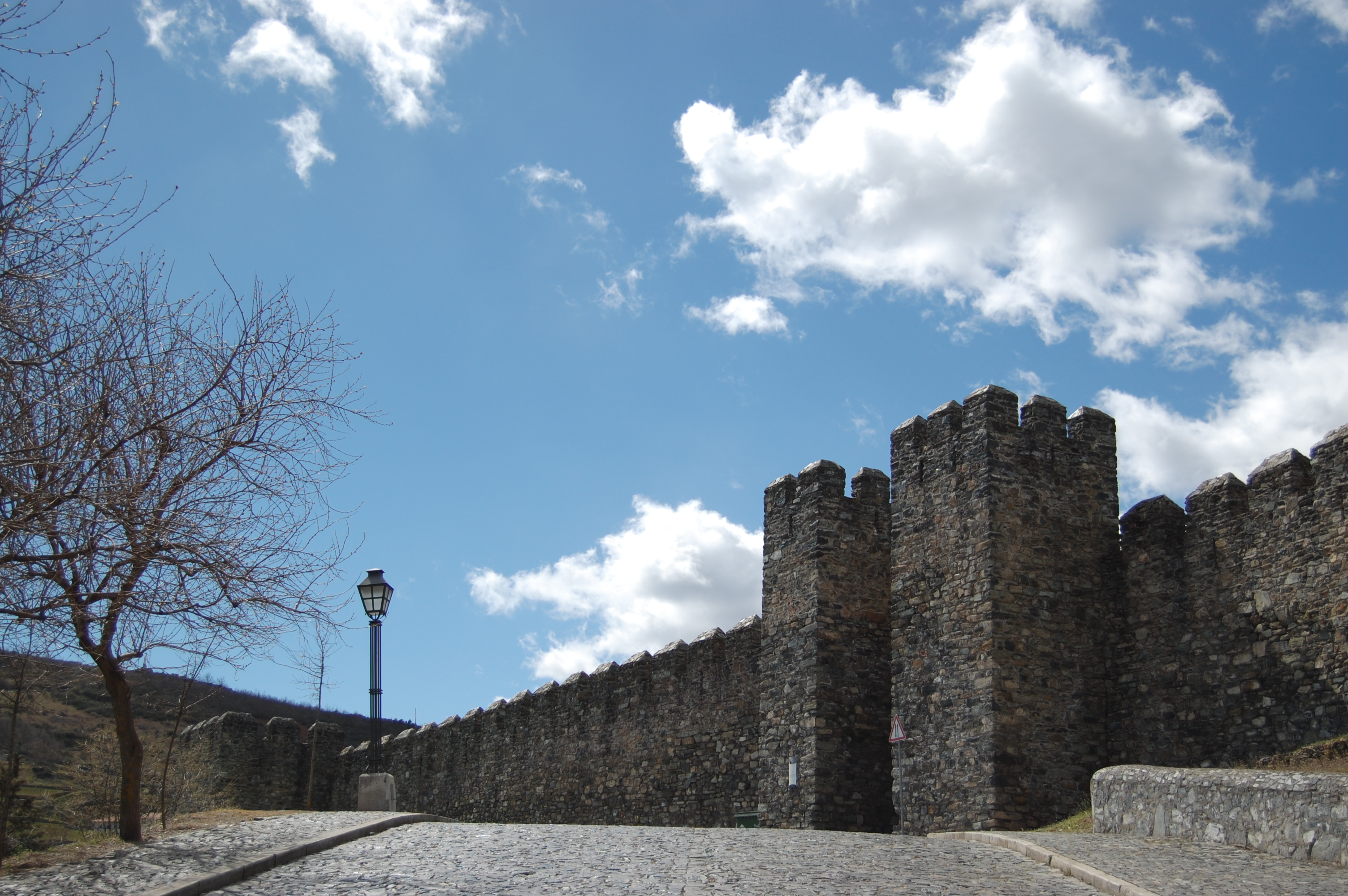
Часть стены.

В ходе кризиса престолонаследия 1580 года Браганса приняла сторону претендента на престол Антонио из Крату. В XVII веке, в период войны за независимость, замок получил повреждения.
В 1762 году испанские войска вторглись в регион и напали на замок и город, причинив значительный ущерб. Однако испанцы в итоге были отбиты португальскими войсками под командованием графа Липпе.
Накануне Пиренейских войн восточная часть стен была использована для обустройства лагеря пехотного батальона. В этот период регион вновь испытал волну грабежей и разорений.
23 июня 1910 года замок был объявлен национальным памятником. Генеральная дирекция национальных зданий и памятников (DGEMN) начала реализацию обширной программы реставрации и реконструкции замка, что позволило заделать имевшиеся пробоины в стенах, снести бараки XIX века и восстановить утраченные Ворота предательства.
С 1936 года в замке разместился историко-военный музей — один из самых популярных в стране.

## Архитектура

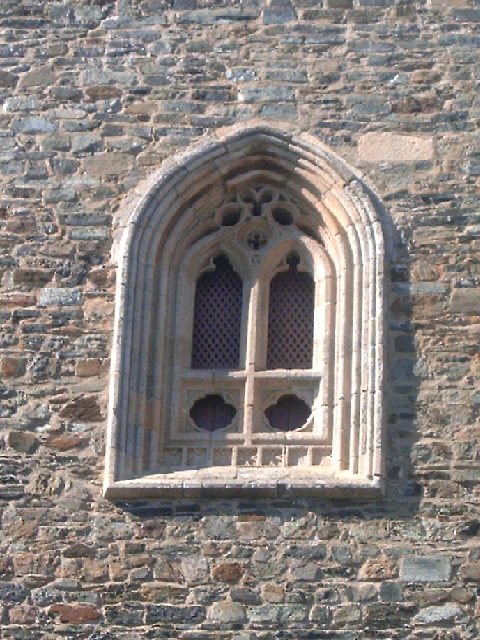
Одно из готических окон.

Замок имеет овальную планировку, построен на высоте 700 метров над уровнем моря, состоит из зубчатой крепостной стены периметром 660 метров, усиленной пятнадцатью башнями. Стены имеют среднюю толщину два метра и опоясывают историческое ядро города, занимая площадь около трех гектаров. Внутри крепостных стен находятся Domus Municipalis (здание муниципалитета, единственный образец романской гражданской архитектуры в стране), церковь Санта-Мария и средневековый позорный столб. Крепостная стена имеет трое ворот (de Santo Antônio, do Sol, Leste).
Главные ворота Святого Антония защищены по бокам двумя башнями и барбаканом. Внутри, на плацу замка, можно увидеть площадки для установки артиллерии.
В северном секторе замка находится донжон, квадратной планировки, 17 футов в ширину и 34 метра в высоту. При строительстве башни каменщики использовали сланцы, которыми богат регион, а фундамент выложен из гранитных блоков. Интерьер донжона разделен на два этажа сводчатыми перекрытиями, имеется подземелье и цистерна. Первоначально вход в замок с севера осуществлялся по подъемному мосту, но ныне он заменен на внешнюю лестницу.
На северной стороне крепостной стены расположена так называемая Башня принцессы, бывшие покои мэра города. За время своего существования замок нередко использовался в качестве тюрьмы. Считается, что в Брагансу была сослана Санша, сестра короля Афонсу Энрикеша, — её муж Фернанду Мендеш тем самым развязал себе руки для измен супруге. Здесь же была заключена Элеонора, жена четвёртого герцога Браганса, Жайме, несправедливо обвиненная в супружеской неверности. 2 ноября 1512 года Элеонора была убита по приказу Жайме во дворце в Вила-Висоза.

## Легенда о Башне принцессы

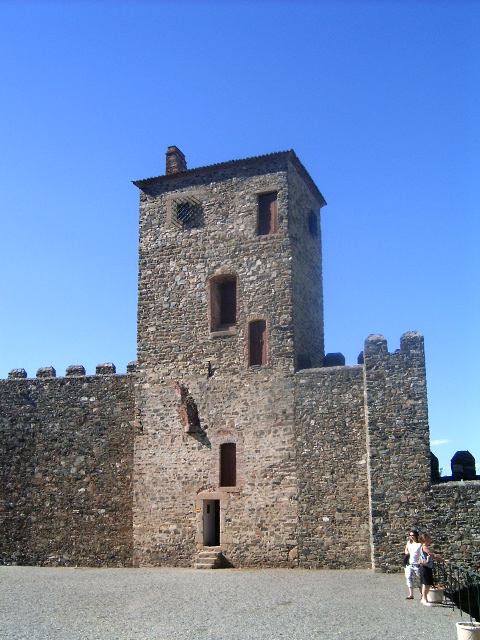
Башня принцессы.

Местное предание гласит, что давным-давно, когда город был ещё деревней Бенкеренса, в замке жила прекрасная принцесса-сирота, племянница хозяина замка. Принцесса влюбилась в храброго, но бедного молодого рыцаря. В поисках славы и богатства молодой человек покинул деревню, пообещав вернуться только тогда, когда будет достоин просить её руки. В течение многих лет принцесса ждала рыцаря и отказывала всем своим поклонникам, пока её дядя не пообещал её руку своему другу, вынудив принцессу согласиться на брак.
Будучи представленной жениху, девушка призналась, что её сердце принадлежит другому — тому, чьего возвращения она ждет уже много лет. Это признание привело её дядю в ярость, и он решил добиться своего хитростью: ночью он оделся в саван и под видом призрака проник в покои принцессы. Выдав себя за призрака её возлюбленного, он сказал принцессе, что давно погиб, и его душа не обретет покоя, пока она не выйдет замуж. Принцесса уже была готова дать клятву выйти за друга дяди, но в этот момент произошло чудо: несмотря на ночь, открылась дверь, и солнечный луч проник в комнату, прояснив обман. После этого принцесса отправилась жить уединенно в башню, которая теперь именуется Башня принцессы, а две двери в эту башню стали называться Porta da Traição (Ворота предательства) и Porta do Sol (Ворота солнца).